# Навас-де-Естена
Навас-де-Естена (ісп. Navas de Estena) — муніципалітет в Іспанії, у складі автономної спільноти Кастилія-Ла-Манча, у провінції Сьюдад-Реаль. Населення — 355 осіб (2010).
Муніципалітет розташований на відстані близько 120 км на південний захід від Мадрида, 75 км на північний захід від Сьюдад-Реаля.

## Демографія
Динаміка населення (INE ):

## Галерея зображень

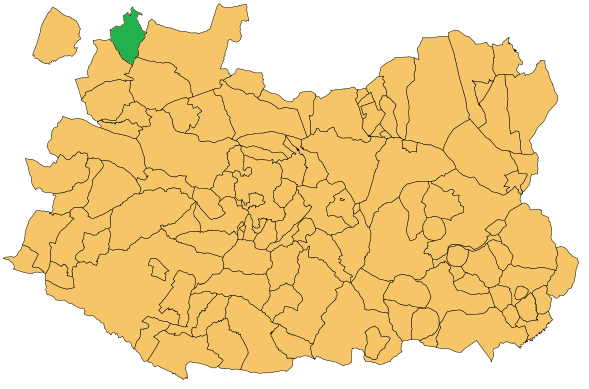
Розташування муніципалітету у провінції Сьюдад-Реаль